# لوكاس كوتينيو تافاريس
لوكاس كوتينيو تافاريس (10 يوليو 1992 في إسبيريتو سانتو في البرازيل – )؛ هو لاعب كرة قدم كان يلعب كمدافع.

## وصلات خارجية
- لوكاس كوتينيو تافاريس على موقع رابطة كرة القدم اليابانية للمحترفين (اليابانية)
- لوكاس كوتينيو تافاريس على موقع قاعدة بيانات كرة القدم.إي يو (الإنجليزية)
- لوكاس كوتينيو تافاريس على موقع Soccerway.com (الإنجليزية)
- لوكاس كوتينيو تافاريس على موقع عالم كرة القدم.نت (الإنجليزية)